# Тёрнер, Фредерик Лео
Фредерик Лео Тёрнер (англ. Frederick Leo Turner; 6 января 1933, Де-Мойн, Айова, США — 7 января 2013, Гленвью, округ Кук, Иллинойс, США) — американский бизнесмен, работавший в ресторанной индустрии, председатель и генеральный директор McDonald’s. Ему приписывают важную роль в значительном расширении McDonald’s, введение новых блюд и установление стандартов обслуживания для компании и её сотрудников.

## Биография
Тёрнер вырос в Де-Мойне, учился в средней школе Dowling Catholic High School и окончил Университет Дрейка в 1954 году.
После окончания колледжа он служил в армии США.

## Карьера
Тёрнер начал свою карьеру в McDonald’s в 1956 году в качестве оператора гриля и быстро получил повышение. Уже в 1958 году, когда у компании было всего 34 ресторана он был назначен вице-президентом по операциям. На этой должности Тёрнер установил строгие правила подачи гамбургеров и других продуктов McDonald’s, включая то, что картофель фри «должен быть ровно 0,28 дюйма толщиной», и что «из каждого фунта говядины должно быть сформировано ровно десять котлет». «Качество, обслуживание и чистота» стали его девизом. В 1967 году Тёрнер стал исполнительным вице-президентом, затем в 1968 году президентом и главным административным директором. В 1973 году он занял пост генерального директора и сменил Рея Крока на посту председателя в 1977 году, а после смерти Крока был назначен старшим председателем. Под руководством Тёрнера McDonald’s расширил свою деятельность до 118 стран, открыв более 31 000 точек, и продав более миллиарда гамбургеров.
В 1987 году Тёрнер вышел на пенсию, после чего занимал должность почётного председателя.

## Личная жизнь
22 июня 1954 года, вскоре после окончания колледжа, Тёрнер женился на выпускнице Университета Дрейка, Патриции Шертлефф. У пары родилось три дочери. Патриция умерла 9 октября 2000 года.
Фред Тёрнер умер 7 января 2013 года, на следующий день после своего 80-летия, из-за осложнений, вызванных пневмонией.

## Награды и членство
Тёрнер был директором Aon Corporation, Baxter International и WW Grainger. В 1991 году он получил премию Horatio Alger Award. Тёрнер был членом Bohemian Club и Sigma Phi Epsilon.